# Fires of Fate (film 1914)
Fires of Fate è un cortometraggio muto del 1914. Il nome del regista non viene riportato.

## Produzione
Il film fu prodotto dalla Essanay Film Manufacturing Company.

## Distribuzione
Distribuito dalla General Film Company, il film - un cortometraggio di una bobina - uscì nelle sale cinematografiche USA il 3 novembre 1914.
Viene citato in Moving Picture World del 31 ottobre 1914.